# コンゴ民主共和国関係記事の一覧
コンゴ民主共和国関係記事の一覧（コンゴみんしゅきょうわこくかんけいきじのいちらん）は、コンゴ民主共和国関連記事を一覧にしたものである。独立前の関係記事も取り扱う。
- コンゴ民主共和国出身の人物についてはコンゴ民主共和国出身人物の一覧を参照。

## 英数字・記号
- 3月23日運動
- .cd

## あ行
- アフリカネイションズカップ
- アルバート湖
- アンゴラ - 隣国。南西に位置する
- イトゥリ紛争（英語版）
- ウガンダ - 隣国。北東に位置する
- エボラ川
  - エボラ出血熱
- オナトラ船

## か行
- 革命人民運動
- キヴ紛争
- キンシャサ - 首都
- キンシャサ人民宮殿（英語版）
- キンシャサの奇跡
- クバ王国 - かつて存在していた王国
- 元老院 (コンゴ民主共和国)（英語版）
- 国際連合コンゴ民主共和国安定化ミッション
- 国民議会 (コンゴ民主共和国)（英語版）
- コルヴェジの戦い（英語版）
- コンゴ - 地域名。同国の国名の由来ともなっている
- コンゴ王国 - かつて存在していた王国
- コンゴ解放民族戦線
- コンゴ川
- コンゴ共和国 - 隣国。北西に位置する
- コンゴ共和国 (レオポルドヴィル) - かつて存在していた国家。同国の前身に当たる
- コンゴ国民運動（英語版）
- コンゴ・ザイール解放民主勢力連合
- コンゴ自由国
- コンゴ人同盟（英語版）
- コンゴ動乱
- コンゴ・フラン
- コンゴ民主共和国におけるコーヒー生産
- コンゴ民主共和国の政治（英語版）
- コンゴ民主連合解放運動（英語版）

## さ行
- ザイール - かつて存在していた国家。同国の前身に当たる
- ザイール政策（英語版）
- 在日コンゴ民主共和国人
- サッカーコンゴ民主共和国代表
- ザンビア - 隣国。南に位置する
- 自衛隊ルワンダ難民救援派遣 - 1994年に起きた出来事。当時、自衛隊がルワンダ難民救援のためにザイール時代の同国へ派遣された。
- シンコロブエ鉱山 - かつて同国に存在していた鉱山
- 人民防衛国民会議
- スタッド・デ・マルティール

## た行
- 第一次コンゴ戦争
- 第二次コンゴ戦争
- 第一次シャバ紛争（英語版）
- 第二次シャバ紛争（英語版）
- 大西洋 - 海洋のひとつ。西に接する
- タンザニア - 隣国。東に位置する
- 中央アフリカ共和国 - 隣国。北に位置する
- 中部アフリカ
- テンケ・フングルーメ鉱山 - 同国の山のひとつ。世界最大の銅コバルト鉱山として知られる
- ドゥルバ鉱山（英語版）
- 奴隷貿易

## は行
- バニャムレンゲ
- バントゥー語
- プールマレボ
- フランス語 - 公用語
- ブルンジ - 隣国。東に位置する
- プレトリア包括合意 (第二次コンゴ戦争)
- ヘマ族
- ベルギー - かつての宗主国
  - ベルギー領コンゴ
- ベンゲラ鉄道

## ま行
- マールブルグ熱
- マイマイ (コンゴ)
- マタディ橋
- ミサ・ルバ
- 南スーダン - 隣国。北東に位置する
- 南カサイ
- ムベンガ - コンゴ川水系に生息する大型の淡水魚。肉食性である
- モケーレ・ムベンベ - UMA（未確認生物）の一つ。同国をはじめとする中部アフリカ地域の広大な熱帯雨林の湖沼地帯に生息しているのではないかと想像されている

## ら行
- リビングストン滝（英語版）
- ルワンダ - 隣国。東に位置する

## わ行
- わたしは、幸福 - 2017年公開の映画作品
- ワツァ（英語版）